# 154e régiment d'infanterie (France)
Pour les articles homonymes, voir 154e régiment.
Le 154e régiment d'infanterie (154e RI) est un régiment d'infanterie de l'Armée de terre française créé sous la Révolution à partir de la 154e demi-brigade de première formation.

## Création et différentes dénominations
- 1794 : 154e demi-brigade de bataille.
- 1796 : dissolution.
- 1813 : 154e régiment d'infanterie de ligne.
- 1814 : dissolution.
- 1887 : 154e régiment d'infanterie.
- 1914 : à la mobilisation, il met sur pied son régiment de réserve, le 354e régiment d'infanterie
- 1923 : dissolution (traditions gardées par le 94e RI).
- 1939 : 154e régiment d'infanterie de forteresse.
- 1940 : dissolution.

## Chefs de corps
- 1794 : chef de brigade Adrien-Joseph Saudeur.

[…]
- 1813 : colonel Jacques-François Ozilliau.
- 1813 : colonel Louis-Guillaume-Joseph Chapuzet.

...
- 1897-1901 : colonel Paul Koch (*).
- 1905 : colonel L Gouy

[…]
- 1916-1917 : lieutenant-colonel Eugène Chollet, commandeur de la Légion d'honneur. Mort pour la France le 19 avril 1917, à Preuilly (51).
- 1918-1919 : colonel Louis-René Viard - colonel de l'infanterie coloniale, officier de la Légion d'honneur.

- 1939-1940 : colonel Bourgeois.

(*) Officier qui devint par la suite général de brigade.

(**) Officier qui devint par la suite général de division.

## Historique des garnisons, combats et batailles du154eRI

### Révolution française et Premier Empire

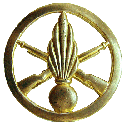
insigne de béret d'infanterie

- Colonels tués ou blessés en commandant le régiment pendant cette période :
  - Officiers blessés ou tués en servant au 154e entre 1808 et 1814 :
    - Officiers tués : 9

  - Officiers morts de leurs blessures : 8, dont le général de brigade, officier de la Légion d'honneur Saudeur (Adrien-Joseph) (2 janvier 1764 - 27 mai 1813).
  - officiers blessés : 18, dont le colonel Ozilliau 19 mai 1813, 21 août 1813 et 26 août 1813

#### Composition
- 1794 : 154e Demi-Brigade de Bataille (formée des éléments suivants)

2e bataillon, 83e régiment d'infanterie.
1er bataillon, Volontaires de Valenciennes.
1er bataillon, Volontaires républicains de Paris.
- 1796 : Dissout et incorporé dans la 10e demi-brigade d'infanterie de ligne.
- 1813 : 154e régiment d'infanterie de ligne (formé des éléments suivants)

4e (Rhône et Loire), 20e (Ain et Doubs), 21e et 22e cohortes, Garde nationale.
- 1814 : dissous et incorporé dans les 37e et 45e régiments d'infanterie de ligne.

#### Batailles et combats
- 1795 : Armée du Nord.
- 1796 : Armée des Côtes de l'Océan.
- 1813 : Campagne d'Allemagne
  - Mockern,
  - Danning-Kow,
  - Weissig,
  - Wurschen,
  - Lowenberg,
  - Goldberg,
  - Katzbach,
  - Bataille de Drebnitz,
  - Liebertwolkwitz
  - 16-19 octobre : Bataille de Leipzig

### De 1887 à 1914

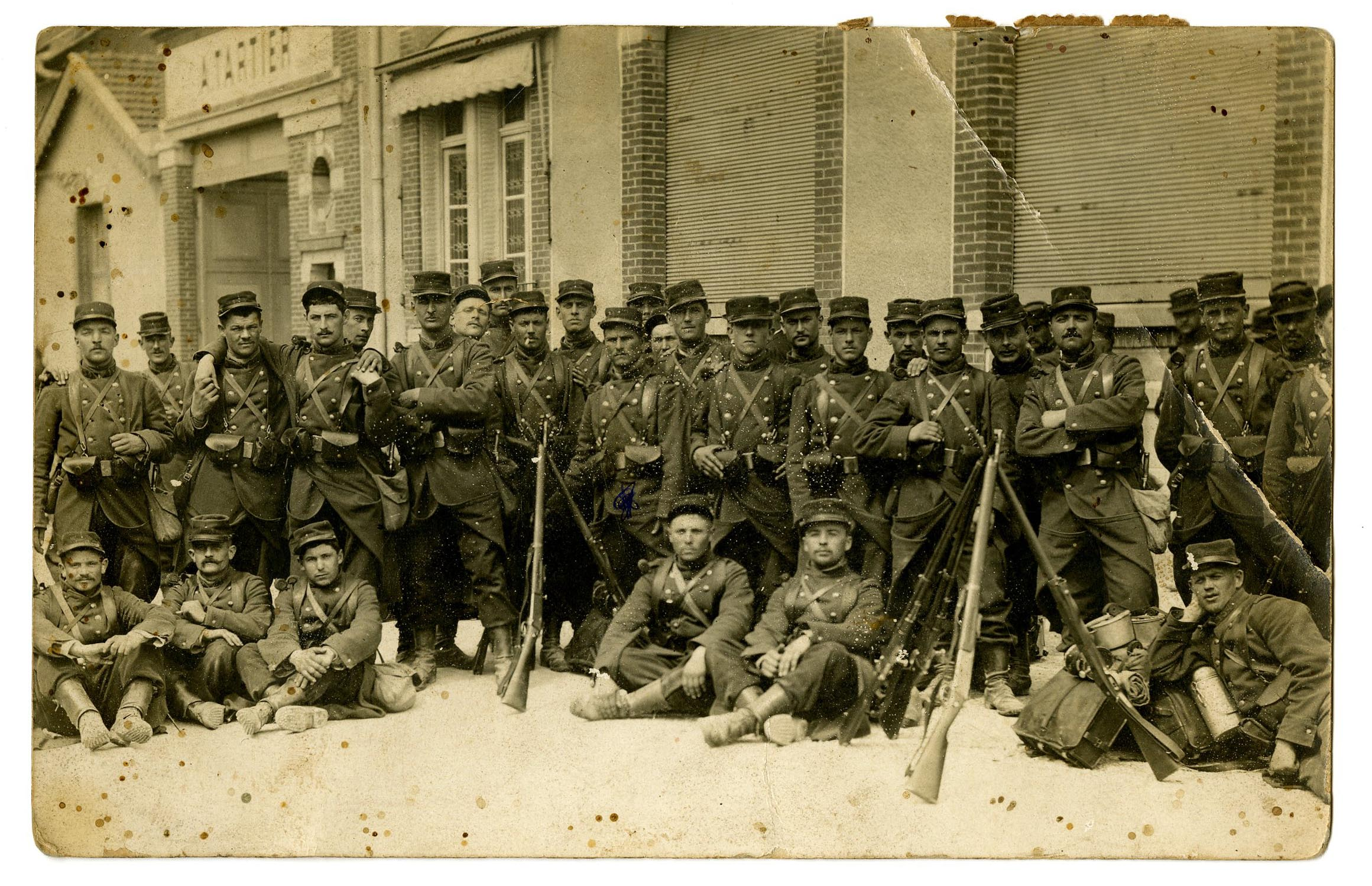
Section du 154e RI à Épernay, mai 1911.
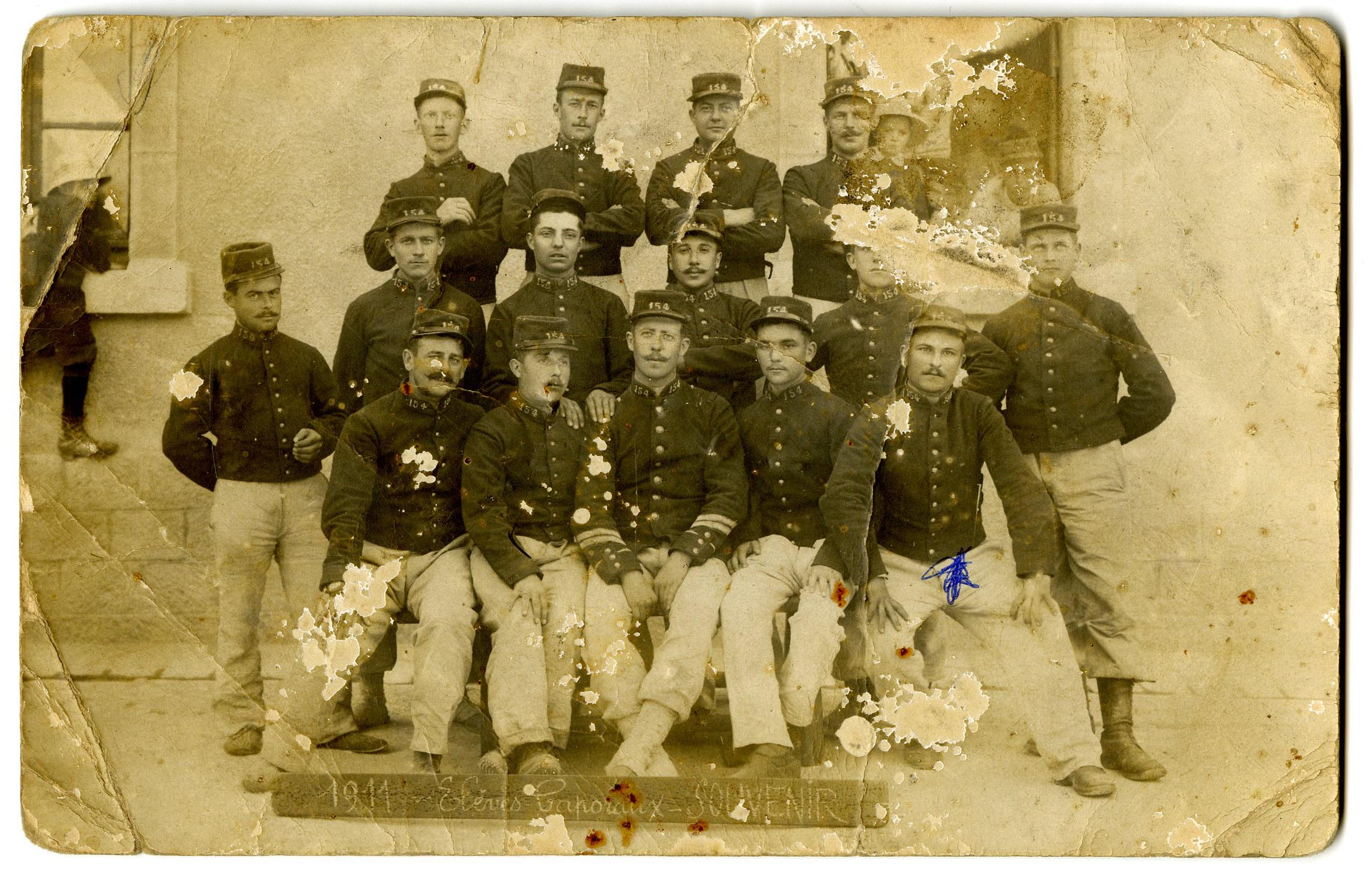
Les élèves-caporaux du 154e RI, été 1911.
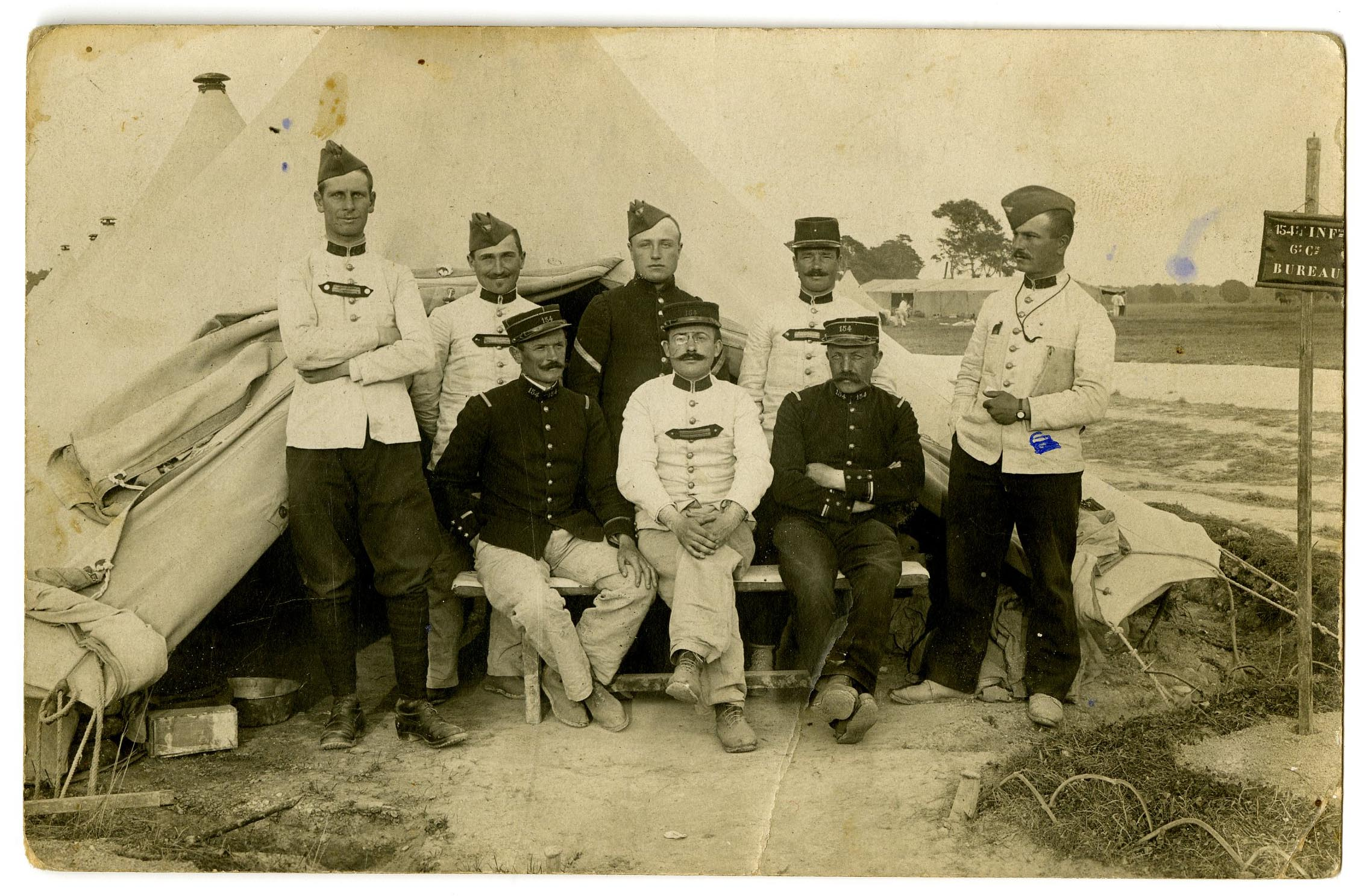
Officiers et sous-officiers de la 6e compagnie du 154e RI en manœuvres, probablement en 1913.
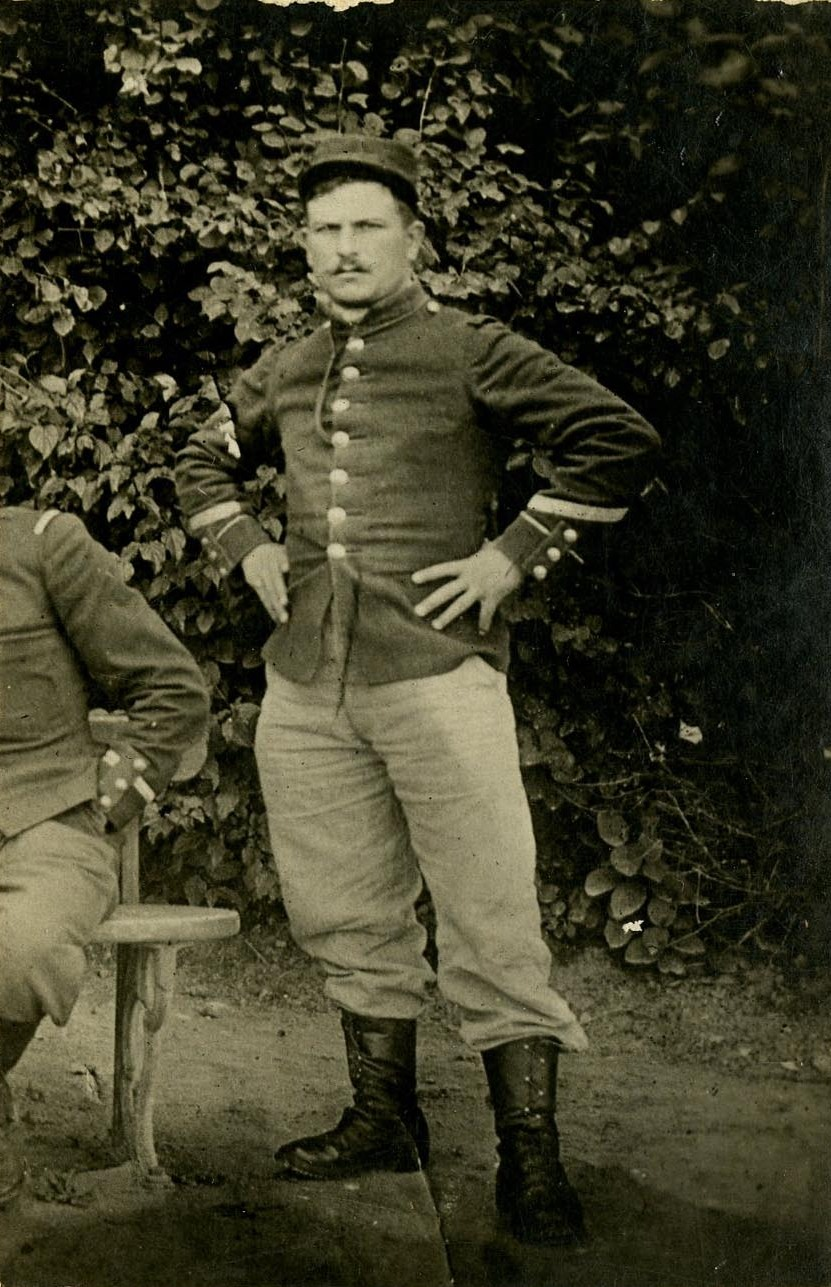
Portrait d'un sergent du 154e RI, 1913.

Le 154e RI, est formé le 1er octobre 1887 à 3 bataillons provenant des 41e régiment d'infanterie, 47e régiment d'infanterie et 70e régiment d'infanterie, à Commercy.

### Première Guerre mondiale
En 1914 ; Casernement : Lérouville et Bar-le-Duc ; 6e Corps d'Armée, 79e brigade d'infanterie ;
- 40e division d'infanterie : d'août 1914 - décembre 1916
- 165e division d'infanterie : décembre 1916 - novembre 1918

#### 1914
- Fin août : retraite des 3e et 4e armées : Joppécourt, Fillières
- 2 septembre : Retraite et prélude à la bataille de la Marne : Cierges-Montfaucon
- 16 septembre : Ornes
- 22 - 24 septembre : bataille de la Woëvre et Hauts-de-Meuse : Lacroix-sur-Meuse

#### 1915
- mai - novembre : opérations en Argonne : Bagatelle

25 septembre-6 octobre : seconde bataille de Champagne, nord de Saint-Hilaire-le-Grand

#### 1916
- Bataille de Verdun :

Février - mars : Mort-Homme
Avril : Cumières
- 6 octobre : bataille de la Somme : Rancourt, Sailly-Saillisel

bois de Saint Pierre Vaast

#### 1917
- 16 avril : Aisne : attaque sur Berry-au-Bac. Chemin des Dames
- 20 - 26 août : Verdun : bois des Fosses, bois de Beaumont

#### 1918
- 29 avril - 1er juin : Somme : Nord de Castel
- 11 - 12 juin : Oise : Belloy
- 17 août : bois des Loges
- 28 août - 12 septembre : Oise : La Potière, Catigny, Chevilly, Guiscard

### Entre-deux-guerres
En 1926, est décidée la construction d'une ligne défensive française le long de la frontière, appelée ligne Maginot, portant le nom du ministre qui fait voter ce projet à l'époque. La casemate de Neunhoffen est occupée par les militaires du 154e R.I.F. (régiment d'infanterie de forteresse), issue du 37e R.I.F..

### Seconde Guerre mondiale
Le 154e R.I., qui tenait garnison à Lérouville avant 1914, est remis sur pied le 25 août 1939 à Bitche, sous le nom de 154e régiment d'infanterie de forteresse.
Il appartient au 43e corps d'armée de forteresse. Région Militaire, Centre Mobilisateur d'infanterie ; réserve A R.I.F. type Metz/Lauter ; CMI 203 Bitche / Sarrebourg. Il est aussitôt affecté au secteur fortifié de Philippsbourg, dont il assure la garde pendant la « Drôle de Guerre ». En juin 1940, le régiment est disloqué. Alors que ses compagnies d'équipages d'ouvrages résistent avec succès à la poussée allemande (elles ne se rendent que le 1er juillet, sur ordre, sans avoir été vaincues), les sections de mitrailleuses du 15-4 sont entraînées dans la retraite vers le massif des Vosges.

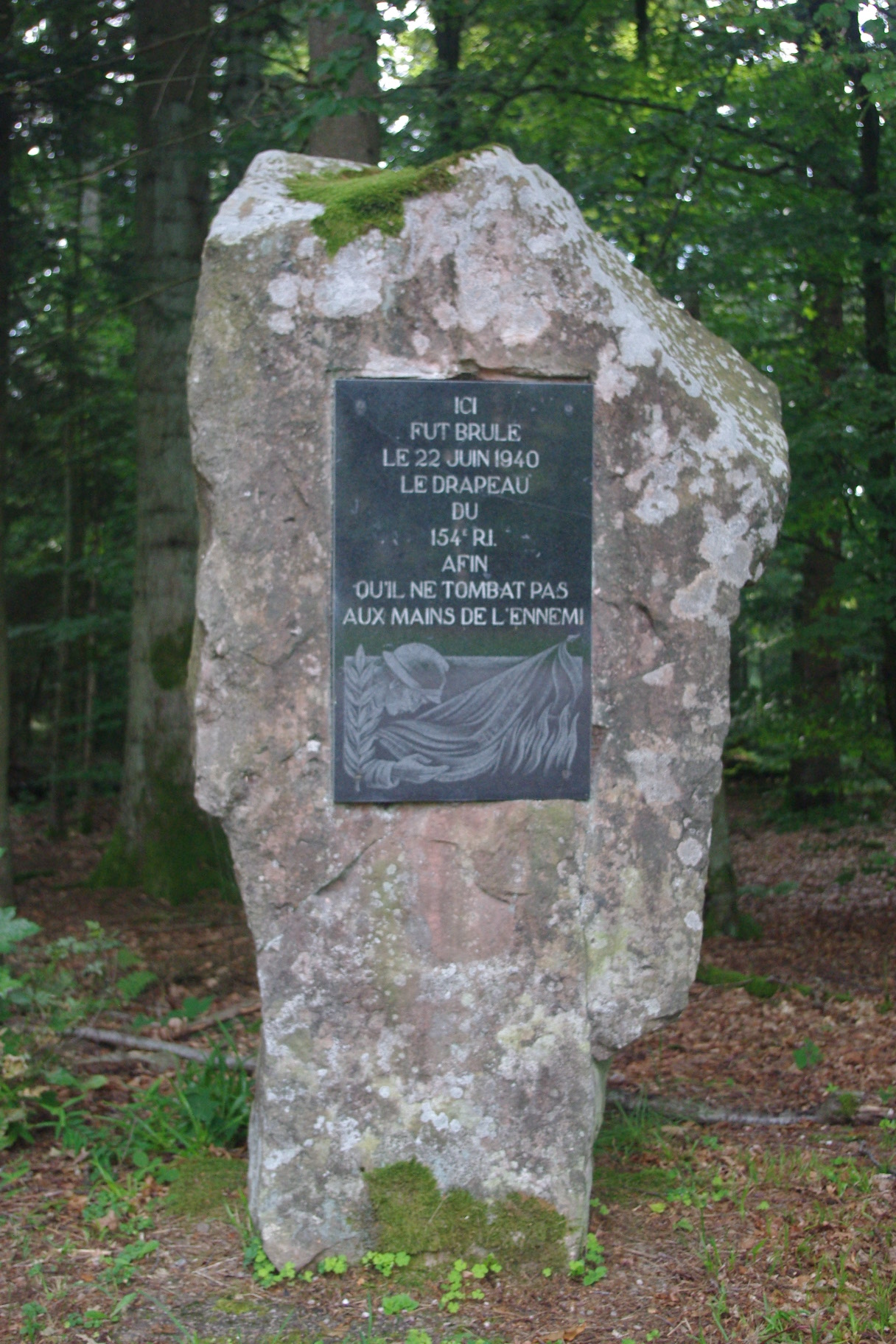
Monument érigé en souvenir de l'incinération du drapeau de RI par ses officiers.

Dans la nuit au 25 au 26 juin (après l’armistice du 22 juin 1940), le colonel Bourgeois du 154e RIF décide de brûler le drapeau du régiment. Une fois la crémation accomplie, le commandant Bouchon et le capitaine Boisselet procèdent à l'enfouissement de la pointe de lance de la hampe, dans un petit bois situé près du cimetière du Donon.
Le 27 juin 1940, les survivants du 154e R.I.F. repliés au sommet du Donon dans les Vosges, avec le 43e corps d’armée de forteresse du général Lescanne (environ 20 000 hommes) sont capturés par la Wehrmacht.

## Drapeau
Il porte, cousues en lettres d'or dans ses plis, les inscriptions suivantes :
- Weissig 1813
- Goldberg 1813
- Argonne 1915
- Champagne 1915
- Verdun 1916
- L'Aisne 1917
- Le Matz 1918

## Décorations
Sa cravate est décorée de la Croix de guerre 1914-1918  avec quatre citations à l'ordre de l'armée puis trois à l'ordre du corps d'armée.
Il a le droit au port de la fourragère aux couleurs du ruban de la médaille militaire décernée le 11 septembre 1918.

## Insigne
Rond sapins bleu foncé, monts blancs, 2 épées dorées croisées, 2 coupoles dorées et rouges.

## Faits d'armes faisant particulièrement honneur au régiment
- Weissig 1813
- Goldberg 1813.

## Personnalités ayant servi au154eRI
- Charles Bourcier (1882-1914), écrivain. Son nom est inscrit au Panthéon dans la liste des 560 écrivains morts pour la France.
- Pierre Bourgoin, général, compagnon de la Libération.
- Jean Desfrançois (1903-1944), médecin, botaniste et résistant français.
- Raymond Lheureux (1890-1965), peintre français.

### Sources et bibliographie
- Archives militaires du château de Vincennes.
- À partir du Recueil d'Historiques de l'Infanterie Française (Général Andolenko - Eurimprim 1969).
- Émile Simond : Historique des nouveaux régiments créés par la loi du 25 juillet 1887